# حسينية سربرديان (مقاطعة تشرام)
حسينية سربرديان (بالفارسية: حسینیه سربردیان) هي قرية تقع في قسم الغتشين الريفي (مقاطعة تشرام) في إيران. يقدر عدد سكانها بـ 23 نسمة بحسب إحصاء 2016.